# USS Tucson (SSN-770)
| «Тусон»                    | «Тусон»                                 | «Тусон»                                 |
| -------------------------- | --------------------------------------- | --------------------------------------- |
| USS Tucson (SSN-770)       |                                         |                                         |
|                            |                                         |                                         |
|                            |                                         |                                         |
| Порт приписки              | Перл Харбор, Гаваї                      | Перл Харбор, Гаваї                      |
| Спуск на воду              | 20 березня 1994 року                    | 20 березня 1994 року                    |
| Сучасний статус            | в активній службі                       | в активній службі                       |
| Проєкт                     |                                         |                                         |
| Класифікація НАТО          | Los Angeles class                       | Los Angeles class                       |
| Основні характеристики     |                                         |                                         |
| Швидкість (надводна)       | 20 вузлів                               | 20 вузлів                               |
| Швидкість (підводна)       | 20 вузлів                               | 20 вузлів                               |
| Робоча глибина занурення   | до 280 метрів                           | до 280 метрів                           |
| Гранична глибина занурення | 450 метрів                              | 450 метрів                              |
| Екіпаж                     | 12 офіцерів, 98 матросів                | 12 офіцерів, 98 матросів                |
| Розміри                    |                                         |                                         |
| Довжина найбільша (по КВЛ) | 110,3 метра                             | 110,3 метра                             |
| Ширина корпусу найб.       | 10 метрів                               | 10 метрів                               |
| Середня осадка (по КВЛ)    | 9,4 метра                               | 9,4 метра                               |
| Водотоннажність надводна   | 6096 тонн                               | 6096 тонн                               |
| Озброєння                  |                                         |                                         |
| Торпедно- мінне озброєння  | 4 × 21 в (533 мм) торпедні апарати      | 4 × 21 в (533 мм) торпедні апарати      |
| Ракетне озброєння          | 12 ракет Томагавк вертикального запуску | 12 ракет Томагавк вертикального запуску |

«Тусон» (англ. USS Tucson (SSN-770)) — багатоцільовий атомний підводний човен, є 59-тим в серії з 62 підводних човнів типу «Лос-Анджелес», побудованих для ВМС США. Він став другим кораблем ВМС США з такою назвою, Підводний човен названий на честь міста Тусон , штат Аризона. Призначений для боротьби з підводними човнами і надводними кораблями противника, а також для ведення розвідувальних дій, спеціальних операцій, перекидання спецпідрозділів, нанесення ударів, мінування, пошуково-рятувальних операцій. Субмарина належить до третьої серії (Flight III) модифікації підводних човнів типу «Лос-Анджелес».

## Історія будівництва
Контракт на будівництво підводного човна був присуджений 10 червня 1988 року американській верфі Newport News Shipbuilding, яка розташована в Ньюпорт-Ньюс, штат Вірджинія . Церемонія закладання кіля відбулася 20 вересня 1991 року. 19 березня 1994 року відбулася церемонія хрещення. Хрещеною матір'ю стала Діана С. Кент, дружина Джеральд А. Канна, колишнього помічника міністра ВМФ в області досліджень, розробок і придбання. Субмарина спущена на воду 19 березня 1994 року. Здана в експлуатацію 18 серпня 1995 року. Портом приписки є військово-морська база Перл-Гарбор, розташована на острові Оаху, Гаваї. Човен несе службу в 7 ескадрі підводних човнів.

## Історія служби
9 липня 2003 року був проведений перший запуск з підводного човна нової крилатої ракети «Томагавк» ВМС США біля південного узбережжя Каліфорнії в рамках тестування Naval Air Systems Command (NAVAIR), яка в середині 2004 року була введена в експлуатацію. 20 липня з підводного човна був проведений другий запуск тактичної ракети «Томагавк» зі справжньою боєголовкою.